# 壬寅学制
壬寅学制是中国近代教育史上制定的第一个新式学制系统，于光绪二十八年（壬寅年，公元1902年）由张百熙所拟定，不过并未实行。

## 历史
光绪二十八年（1902年），管学大臣张百熙拟定了《钦定学堂章程》，共有《京师大学堂章程》、《考选入学章程》、《高等学堂章程》、《中学堂章程》、《小学堂章程》、《蒙学堂章程》六部分，将教育分为三段七级，初步形成了中国近代新式教育的体系。因该年为壬寅年而称为“壬寅学制”。
此章程虽经正式颁布，但并未实行。1903年6月，清廷谕令湖广总督张之洞与荣庆及张百熙会商学务。1904年1月，经修订后的新学堂章程得到清廷批准，这就是《奏定学堂章程》，即中国首个正式施行的学制——“癸卯学制”。

## 学系统
| 壬寅学图 | 壬寅学图 | 壬寅学图            | 壬寅学图            | 壬寅学图            | 壬寅学图            | 壬寅学图                                   | 壬寅学图                                   | 壬寅学图                                   | 壬寅学图                                   | 壬寅学图                                   | 壬寅学图            | 壬寅学图            | 壬寅学图            | 壬寅学图            | 壬寅学图            | 壬寅学图 |
| 年龄     | 阶段     | 学校                | 学校                | 学校                | 学校                | 学校                                       | 学校                                       | 学校                                       | 学校                                       | 学校                                       | 学校                | 学校                | 学校                | 学校                | 学校                | 学年     |
| -------- | -------- | ------------------- | ------------------- | ------------------- | ------------------- | ------------------------------------------ | ------------------------------------------ | ------------------------------------------ | ------------------------------------------ | ------------------------------------------ | ------------------- | ------------------- | ------------------- | ------------------- | ------------------- | -------- |
| 26       | 高等教育 |                     |                     |                     |                     |                                            |                                            |                                            | 大学院                                     |                                            |                     |                     |                     |                     |                     | 21       |
| 25       | 高等教育 |                     |                     |                     |                     |                                            |                                            | 大学堂 （三年） （分七科）                 | 大学堂 （三年） （分七科）                 | 大学堂 （三年） （分七科）                 |                     |                     |                     |                     |                     | 20       |
| 24       | 高等教育 | 19                  |                     |                     |                     |                                            |                                            | 大学堂 （三年） （分七科）                 | 大学堂 （三年） （分七科）                 | 大学堂 （三年） （分七科）                 |                     |                     |                     |                     |                     |          |
| 23       | 高等教育 |                     |                     | 师范馆              | 师范馆              |                                            |                                            | 大学堂 （三年） （分七科）                 | 大学堂 （三年） （分七科）                 | 大学堂 （三年） （分七科）                 | 18                  |                     |                     |                     |                     |          |
| 22       | 高等教育 | 仕学馆              |                     | 师范馆              | 师范馆              | 高等学堂 及大学预备科 （分政艺二科，三年） | 高等学堂 及大学预备科 （分政艺二科，三年） | 高等学堂 及大学预备科 （分政艺二科，三年） | 高等学堂 及大学预备科 （分政艺二科，三年） | 高等学堂 及大学预备科 （分政艺二科，三年） | 高等实业学堂        | 高等实业学堂        |                     |                     |                     | 17       |
| 21       | 高等教育 | 仕学馆              | 16                  | 师范馆              | 师范馆              | 高等学堂 及大学预备科 （分政艺二科，三年） | 高等学堂 及大学预备科 （分政艺二科，三年） | 高等学堂 及大学预备科 （分政艺二科，三年） | 高等学堂 及大学预备科 （分政艺二科，三年） | 高等学堂 及大学预备科 （分政艺二科，三年） | 高等实业学堂        | 高等实业学堂        |                     |                     |                     |          |
| 20       | 高等教育 | 仕学馆              | 15                  | 师范馆              | 师范馆              | 高等学堂 及大学预备科 （分政艺二科，三年） | 高等学堂 及大学预备科 （分政艺二科，三年） | 高等学堂 及大学预备科 （分政艺二科，三年） | 高等学堂 及大学预备科 （分政艺二科，三年） | 高等学堂 及大学预备科 （分政艺二科，三年） | 高等实业学堂        | 高等实业学堂        |                     |                     |                     |          |
| 19       | 中等教育 |                     |                     |                     | 师范学堂            | 师范学堂                                   | 中学堂                                     | 中学堂                                     | 中学堂                                     | 中学堂                                     | 实业科              | 中等实业学堂        | 中等实业学堂        |                     |                     | 14       |
| 18       | 中等教育 | 13                  |                     |                     | 师范学堂            | 师范学堂                                   | 中学堂                                     | 中学堂                                     | 中学堂                                     | 中学堂                                     | 实业科              | 中等实业学堂        | 中等实业学堂        |                     |                     |          |
| 17       | 中等教育 |                     | 12                  |                     | 师范学堂            | 师范学堂                                   | 中学堂                                     | 中学堂                                     | 中学堂                                     | 中学堂                                     |                     | 中等实业学堂        | 中等实业学堂        |                     |                     |          |
| 16       | 中等教育 | 11                  |                     |                     | 师范学堂            | 师范学堂                                   | 中学堂                                     | 中学堂                                     | 中学堂                                     | 中学堂                                     |                     | 中等实业学堂        | 中等实业学堂        |                     |                     |          |
| 15       | 初等教育 |                     |                     | 高等小学堂 （三年） | 高等小学堂 （三年） | 高等小学堂 （三年）                        | 高等小学堂 （三年）                        | 高等小学堂 （三年）                        | 高等小学堂 （三年）                        | 高等小学堂 （三年）                        | 高等小学堂 （三年） | 高等小学堂 （三年） | 简易实业学堂        | 简易实业学堂        |                     | 10       |
| 14       | 初等教育 | 9                   |                     | 高等小学堂 （三年） | 高等小学堂 （三年） | 高等小学堂 （三年）                        | 高等小学堂 （三年）                        | 高等小学堂 （三年）                        | 高等小学堂 （三年）                        | 高等小学堂 （三年）                        | 高等小学堂 （三年） | 高等小学堂 （三年） | 简易实业学堂        | 简易实业学堂        |                     |          |
| 13       | 初等教育 | 8                   |                     | 高等小学堂 （三年） | 高等小学堂 （三年） | 高等小学堂 （三年）                        | 高等小学堂 （三年）                        | 高等小学堂 （三年）                        | 高等小学堂 （三年）                        | 高等小学堂 （三年）                        | 高等小学堂 （三年） | 高等小学堂 （三年） | 简易实业学堂        | 简易实业学堂        |                     |          |
| 12       | 初等教育 | 寻常小学堂 （三年） | 寻常小学堂 （三年） | 寻常小学堂 （三年） | 寻常小学堂 （三年） | 寻常小学堂 （三年）                        | 寻常小学堂 （三年）                        | 寻常小学堂 （三年）                        | 寻常小学堂 （三年）                        | 寻常小学堂 （三年）                        | 寻常小学堂 （三年） | 寻常小学堂 （三年） | 寻常小学堂 （三年） | 寻常小学堂 （三年） | 寻常小学堂 （三年） | 7        |
| 11       | 初等教育 | 寻常小学堂 （三年） | 寻常小学堂 （三年） | 寻常小学堂 （三年） | 寻常小学堂 （三年） | 寻常小学堂 （三年）                        | 寻常小学堂 （三年）                        | 寻常小学堂 （三年）                        | 寻常小学堂 （三年）                        | 寻常小学堂 （三年）                        | 寻常小学堂 （三年） | 寻常小学堂 （三年） | 寻常小学堂 （三年） | 寻常小学堂 （三年） | 寻常小学堂 （三年） | 6        |
| 10       | 初等教育 | 寻常小学堂 （三年） | 寻常小学堂 （三年） | 寻常小学堂 （三年） | 寻常小学堂 （三年） | 寻常小学堂 （三年）                        | 寻常小学堂 （三年）                        | 寻常小学堂 （三年）                        | 寻常小学堂 （三年）                        | 寻常小学堂 （三年）                        | 寻常小学堂 （三年） | 寻常小学堂 （三年） | 寻常小学堂 （三年） | 寻常小学堂 （三年） | 寻常小学堂 （三年） | 5        |
| 9        | 初等教育 | 蒙学堂 （四年）     | 蒙学堂 （四年）     | 蒙学堂 （四年）     | 蒙学堂 （四年）     | 蒙学堂 （四年）                            | 蒙学堂 （四年）                            | 蒙学堂 （四年）                            | 蒙学堂 （四年）                            | 蒙学堂 （四年）                            | 蒙学堂 （四年）     | 蒙学堂 （四年）     | 蒙学堂 （四年）     | 蒙学堂 （四年）     | 蒙学堂 （四年）     | 4        |
| 8        | 初等教育 | 蒙学堂 （四年）     | 蒙学堂 （四年）     | 蒙学堂 （四年）     | 蒙学堂 （四年）     | 蒙学堂 （四年）                            | 蒙学堂 （四年）                            | 蒙学堂 （四年）                            | 蒙学堂 （四年）                            | 蒙学堂 （四年）                            | 蒙学堂 （四年）     | 蒙学堂 （四年）     | 蒙学堂 （四年）     | 蒙学堂 （四年）     | 蒙学堂 （四年）     | 3        |
| 7        | 初等教育 | 蒙学堂 （四年）     | 蒙学堂 （四年）     | 蒙学堂 （四年）     | 蒙学堂 （四年）     | 蒙学堂 （四年）                            | 蒙学堂 （四年）                            | 蒙学堂 （四年）                            | 蒙学堂 （四年）                            | 蒙学堂 （四年）                            | 蒙学堂 （四年）     | 蒙学堂 （四年）     | 蒙学堂 （四年）     | 蒙学堂 （四年）     | 蒙学堂 （四年）     | 2        |
| 6        | 初等教育 | 蒙学堂 （四年）     | 蒙学堂 （四年）     | 蒙学堂 （四年）     | 蒙学堂 （四年）     | 蒙学堂 （四年）                            | 蒙学堂 （四年）                            | 蒙学堂 （四年）                            | 蒙学堂 （四年）                            | 蒙学堂 （四年）                            | 蒙学堂 （四年）     | 蒙学堂 （四年）     | 蒙学堂 （四年）     | 蒙学堂 （四年）     | 蒙学堂 （四年）     | 1        |
| 年齡     | 階段     | 學校                | 學校                | 學校                | 學校                | 學校                                       | 學校                                       | 學校                                       | 學校                                       | 學校                                       | 學校                | 學校                | 學校                | 學校                | 學校                | 學年     |

据《钦定学堂章程》规定，教育分为初等教育、中等教育、高等教育三个阶段。其中初等教育分蒙学堂（四年）、寻常小学堂（三年）、高等小学堂（三年）共三级，中等教育有中学堂（四年）一级，高等教育则分高等学堂或大学预备科（三年）、大学堂（三年）、大学院（年限不定）三级。大学堂内又分政、艺二科，主研究不主讲授，修业年限无定:92。儿童自五年起入蒙学堂，至大学毕业共计二十年。
除普通教育外，还有实业教育、师范教育。实业教育分简易实业学堂（相当于高等小堂）、中等实业学堂（相当于中学堂）、高等实业学堂（相当于高等学堂）三级。而师范教育则分师范学堂（相当于中学堂）、师范馆（相当于高等学堂）。